# Hứa (nước)
Hứa (chữ Hán phồn thể: 許; chữ Hán giản thể: 许; pinyin: Xǔ) là một nước chư hầu nhỏ tồn tại trong thời Xuân Thu, Tây Chu trong lịch sử Trung Quốc, tước vị nam tước, họ Khương, vị vua kiến lập nước là Hứa Văn thúc, tới đời Hứa nam Kết thì nước mất.

## Địa lý
Trong lịch sử, vị trí địa lý của quốc gia này từng di chuyển nhiều lần, đầu tiên ở khu vực nay thuộc Hứa Xương tỉnh Hà Nam. Thời Xuân Thu, bị nước Trịnh, nước Sở bức hiếp, tới năm 576 TCN Hứa Linh công dời đô về phía nam tới đất Diệp, kể từ đó, Hứa trở thành một nước lệ thuộc vào nước Sở. Năm 538 TCN, Hứa Đạn công dời đô sang Thành Phụ, năm 534 TCN, chuyển sang ở Kinh Châu, năm 529 TCN lại quay về đất Diệp, năm 506 TCN lại di dời thủ đô sang Dung Thành, cuối cùng vào giai đoạn đầu thời Chiến Quốc bị nước Sở tiêu diệt.

## Lịch sử